# Стара Сушица (Пивка)
Стара Сушица (словен. Stara Sušica, итал. Sussizza Vecchia) је насељено место у општини Пивка, Приморско-нотрањска регија, Словенија.

## Историја
До територијалне реорганизације у Словенији била је у саставу старе општине Постојна.

## Становништво
У попису становништва из 2011. године, Стара Сушица је имала 51 становника.
| Број становника према пописима | Број становника према пописима | Број становника према пописима |
| ------------------------------ | ------------------------------ | ------------------------------ |
| 1991                           | 2002                           | 2011                           |
| 69                             | 60                             | 51                             |

Напомена: Године 1994. смањен за део насеља који је спојен са деловима издвојеним из насеља Мала Пристава, Надање село и Нова Сушица у ново самостално насеље Рибница. Исте године увећан је за део насеља Рибница.